# Véronique Gouverneur
Véronique Gouverneur (Bélgica, 8 de novembro de 1964) é uma química britânica, professora de química da Universidade de Oxford. É especialista em química do flúor, e suas pesquisas envolvem formas de encontrar novas maneiras de sintetizar seus componentes orgânicos. Lidera um grupo de pesquisas na Universidade e também leciona no Merton College (Oxford).
Foi eleita membro da Royal Society, em 2019.

## Educação
Nascida na Bélgica, obteve seu doutorado em 1991, na Universidade Católica de Louvain.